# Comuna Peceneaga, Tulcea
Peceneaga este o comună în județul Tulcea, Dobrogea, România, formată numai din satul de reședință cu același nume.

## Demografie
Componența etnică a comunei Peceneaga
     Români (91,54%)
     Alte etnii (0%)
     Necunoscută (8,46%)
Componența confesională a comunei Peceneaga
     Ortodocși (91,19%)
     Alte religii (0,2%)
     Necunoscută (8,6%)
Conform recensământului efectuat în 2021, populația comunei Peceneaga se ridică la 1.465 de locuitori, în scădere față de recensământul anterior din 2011, când fuseseră înregistrați 1.569 de locuitori. Majoritatea locuitorilor sunt români (91,54%), iar pentru 8,46% nu se cunoaște apartenența etnică. Din punct de vedere confesional, majoritatea locuitorilor sunt ortodocși (91,19%), iar pentru 8,6% nu se cunoaște apartenența confesională.

## Politică și administrație
Comuna Peceneaga este administrată de un primar și un consiliu local compus din 11 consilieri. Primarul, Eugen Matei[*], de la Partidul Social Democrat, este în funcție din 2012. Începând cu alegerile locale din 2024, consiliul local are următoarea componență pe partide politice:
|  | Partid                    | Consilieri | Componența Consiliului | Componența Consiliului | Componența Consiliului | Componența Consiliului | Componența Consiliului | Componența Consiliului | Componența Consiliului |
|  | ------------------------- | ---------- | ---------------------- | ---------------------- | ---------------------- | ---------------------- | ---------------------- | ---------------------- | ---------------------- |
|  | Partidul Social Democrat  | 7          |                        |                        |                        |                        |                        |                        |                        |
|  | Partidul Național Liberal | 3          |                        |                        |                        |                        |                        |                        |                        |
|  | Forța Dreptei             | 1          |                        |                        |                        |                        |                        |                        |                        |

## Personalități născute aici
- Ion Focșa (1925 - 2012), actor.